# Girolamo Bonanno
Girolamo Bonanno (Bonando) (Castel Goffredo, ... – Roma, 1597) è stato un teologo italiano.
Entrò nell'ordine ordine dei frati predicatori e compì gli studi teologici all'università di Bologna. Dal 1585 al 1588 figurò nella lista degli inquisitori di Vicenza, affidati ai domenicani. Fu priore del chiostro della basilica di Santa Sabina a Roma, dove morì nel 1597.